# Michele Busa
Michele Busa (Faenza, 21 agosto 2001) è un nuotatore italiano, specializzato nella farfalla sulle distanze di 50 e 100 metri.

## Biografia
Busa debutta a livello internazionale nell'estate 2023 partecipando ai XXXI Giochi mondiali universitari estivi di Chengdu, dove vince l'argento con la staffetta 4x100 metri mista scendendo in acqua in batteria. A dicembre viene convocato per gli europei in vasca corta di Otopeni dove raggiunge la finale dei 100 metri farfalla, dove chiude all'ottavo e ultimo posto e si ferma in semifinale sui 50 metri con il decimo tempo complessivo.
Nel dicembre 2024 partecipa ai mondiali in vasca corta di Budapest in cui vince il bronzo iridato con la staffetta 4x100 m mista insieme a Lorenzo Mora, Ludovico Viberti, Alessandro Miressi, Christian Bacico, Simone Cerasuolo e Simone Stefanì. Nei 50 metri delfino supera la semifinale con il quarto tempo ed in finale chiude al quinto posto in 22"01, stabilendo il nuovo record italiano sulla distanza.

## Palmarès
- Mondiali in vasca corta

Budapest 2024: bronzo nella 4x100m misti.
- Giochi mondiali universitari

Chengdu 2023: argento nella 4x100m misti.
Reno-Ruhr 2025: argento nella 4x100m misti.

### Campionati italiani
| Anno | Edizione  | 50 m dorso | 50 m farfalla | 100 m farfalla |
| ---- | --------- | ---------- | ------------- | -------------- |
| 2022 | Invernali | 3º         | 2º            | -              |
| 2024 | Invernali | -          | 1°            | 2º             |